# 白花庭菖蒲
白花庭菖蒲（学名：Sisyrinchium albidum）为鳶尾科庭菖蒲属下的一个植物种
。

## 分布
此种主要分布于北美洲东部
。